# Ángel Luis Pérez Villén
Ángel Luis Pérez Villén, es un historiador, comisario y crítico de arte español. 

## Biografía
Licenciado en Historia del Arte por la Universidad de Sevilla en 1979, doctor en Historia del Arte en 1999 por la Universidad de Córdoba y Beca de investigación del Ministerio de Cultura sobre Arte constructivo español. Especialista en Equipo 57, ha colaborado con Museo Nacional Centro de Arte Reina Sofía en la catalogación su obra. y es autor de la primera monografía publicada sobre este colectivo artístico
Ha participado como jurado en numerosos certámenes de arte, impartido conferencias en seminarios y cursos de arte y participado en debates y mesas redondas convocadas por instituciones locales, centros de arte y universidades españolas: CEP de Córdoba, Colegio de Aparejadores de Sevilla, Colegio de Arquitectos de Córdoba, Universidad de Córdoba, Consejería de Cultura de la Junta de Andalucía (Certamen de Artes Plásticas e Iniciarte), Universidad de Sevilla, Museo Picasso (Málaga), Espacio de Creación Contemporánea de Cádiz y Centro de Arte Contemporáneo de Málaga, entre otras instituciones. De igual manera ha sido coordinador de las Jornadas de Arte, organizadas por la Diputación de Córdoba y la Fundación Provincial de Artes Plásticas Rafael Botí, de las que se celebraron nueve ediciones entre 1998 y 2009.
Como crítico de arte, comienza a escribir en los años 80 en Diario Córdoba y desde los 90 en la revista Lápiz. A partir de 2008  empieza a colaborar con la revista digital Ars Operandi. Como consecuencia de ello es autor de más de un millar de reseñas de crítica de arte de exposiciones, aparecidas en diversos medios en papel y digitales.
Como historiador es autor del primer texto monográfico sobre Equipo 57 (Excma. Diputación de Córdoba, 1984), coautor del manual de referencia Arte Contemporáneo Córdoba, 1957-1990 (Convenio de Colaboración Cultural, 1991) y autor de 60 años de arte contemporáneo en Córdoba (Ayuntamiento de Córdoba, 2015), que además originó un ciclo de cinco exposiciones simultáneas con más de un centenar de autores.
Ha prologado más de un centenar de catálogos de exposiciones de artistas nacionales e internacionales. Como comisario independiente, ha organizado exposiciones individuales, antológicas –Francisco Aguilera Amate. El gesto comprometido, Pepe Espaliú. Desde Córdoba, Equipo 57 – y colectivas, entre otras instituciones, para: Manchester Town Hall (Reino Unido), Colegio de Arquitectos de Córdoba, E.A.A.O.A. Mateo Inurria (Córdoba), Ayuntamiento de Fuengirola (Málaga), Museo de Bellas Artes (Córdoba), Ayuntamiento de Córdoba (Sala Vimcorsa), Centro Andaluz de Arte Contemporáneo (Sevilla), Fundación El Monte (Sevilla), Palacio Episcopal de Málaga y Fundación de Artes Plásticas Rafael Botí (Diputación de Córdoba y Sala Puertanueva). Para esta última institución –entre otras- ha comisariado un ciclo de exposiciones colectivas que ha situado en el contexto nacional e internacional la creación artística cordobesa de los últimos años y del que han formado parte Encrucijadas (Patio Morisco del Alcázar RRCC, Ayuntamiento de Córdoba, 1995), Geometrías en suspensión (Diputación de Córdoba, 1997), Figuras contaminadas (Diputación de Córdoba, 1997), En pausa, ficciones del natural (Diputación de Córdoba, 1998), Paisajes de la pintura (Palacio Episcopal de Málaga, 2000), Máscaras, camuflaje y exhibición (Diputación de Córdoba y Fundación El Monte, Sevilla, 2003-2004), Discursos interrumpidos (Sala Puertanueva, Córdoba, 2005), Confabulaciones (Sala Puertanueva, Córdoba, 2008), El resto. Superfluos y utópicos (Sala Puertanueva, Córdoba, 2009).